# شهرستان جال‌آغاج
شهرستان جال‌آغاج (به قزاقی: Жалағаш ауданы، جالاعاش اۋدانى) یک شهرستان در قزاقستان است که در استان قیزیل‌اوردا واقع شده‌است. شهرستان جال‌آغاج ۳۶٬۴۸۱ نفر جمعیت دارد.